# Іракська кухня

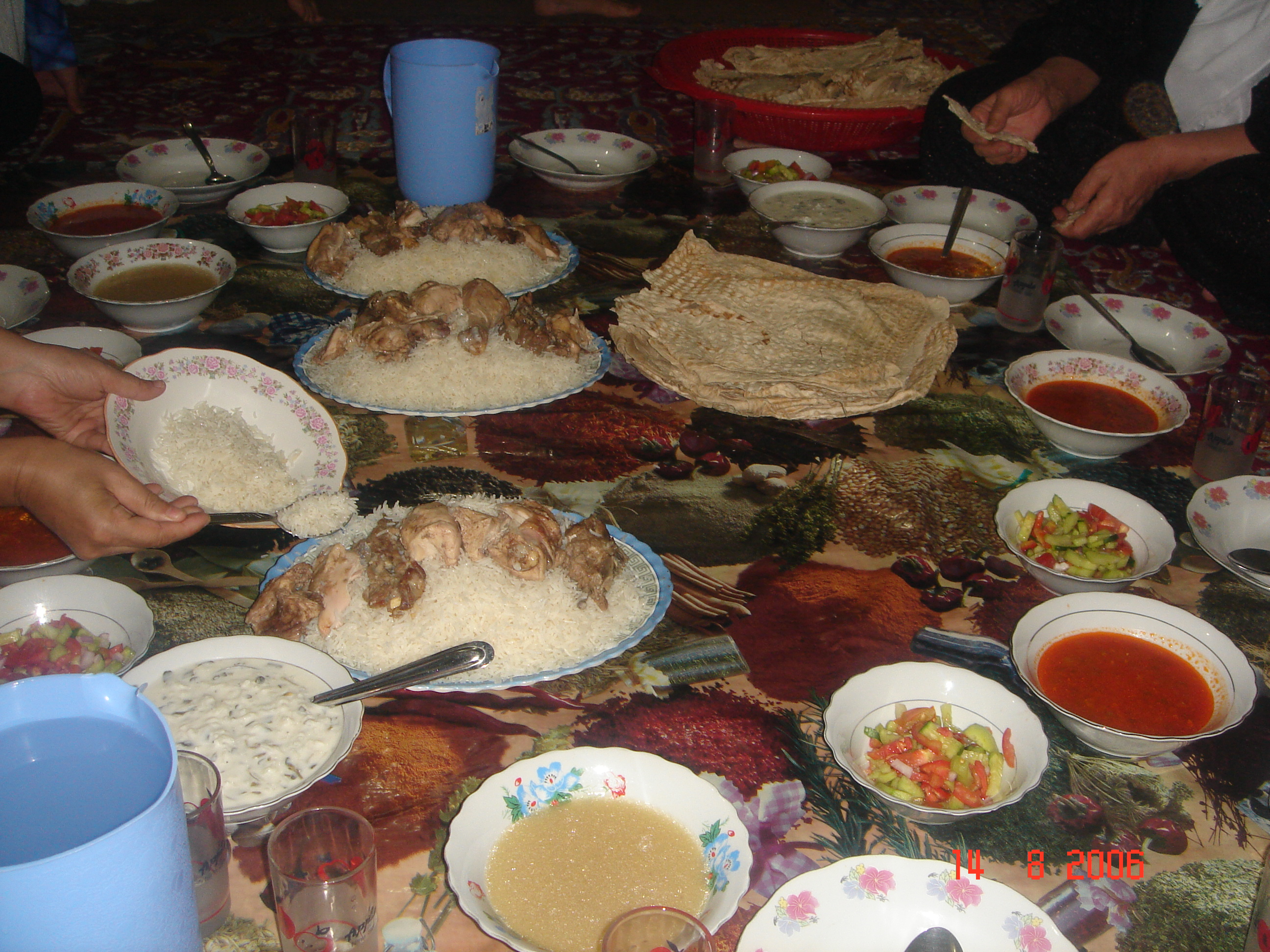
Обідній стіл в Іраку.

Іракська кухня — національна кухня народів Іраку, має давнє коріння.
Оскільки Месопотамія служила батьківщиною багатьох цивілізацій, то і кухня Іраку є змішання кулінарних традицій різних народів: від шумерів та ассирійців до турків та арабів. В Іраку були знайдені глиняні таблички віком близько 5000 років, що містили записи рецептів.
Кухня іракців дуже схожа з кухнею інших близькосхідних народів. Основні продукти на іракському столі — це рис, м'ясо та овочі, також невід'ємною частиною іракської кухні є зелень та трави. Крім усього іншого, на іракському столі дуже часто зустрічаються бобові та злаки.
В їжі переважають ячмінні та пшеничні коржі, варений рис, каша, кисле молоко, овочі, фінікі.
Фініки їдять з коржиками та чаєм, готують з них пасту, цукор, халву, солодкі напої, горілку.
З рису варять круту кашу (бургуль), яку зазвичай їдять з кислим молоком (ля-бан).
У деяких місцях поширені рибні страви.
З традиційних м'ясних страв, які особливо в ходу у святкові дні, популярні плов, печеня (кябаб), смажені кульки з рубленого м'яса (куб-ба), фаршировані м'ясом баклажани та помідори (долма) та ін.

## Мезе

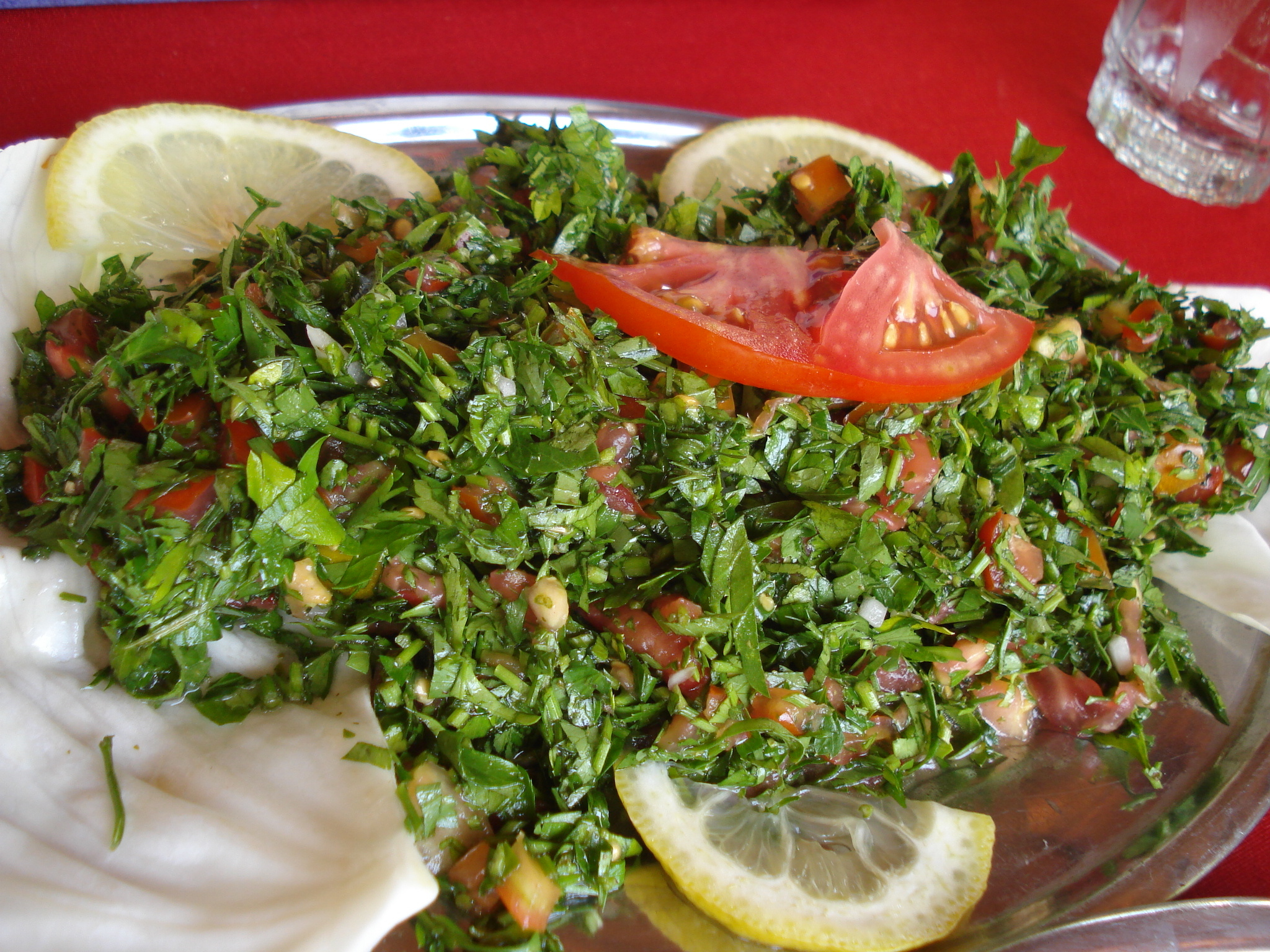
Табуле

Мезе — набір закусок або маленьких страв, які часто подаються разом з такими напоями, як арак, узо, ракі або різними винами.
- Смажені баклажани найчастіше подаються з соусом тахіні, зеленню, помідорами на звичайному або обсмаженому хлібі, може включати часник та перець.
- Фатуш — салат з овочів і скибок обсмаженого хліба.
- Табуле складається з булгуру, нарізаної петрушки, м'яти, помідорів, зеленої цибулі та інших трав, приправлених лимонним соком, оливковою олією, перцем та іноді корицею.
- Турші — мариновані овочі.

## Підливи

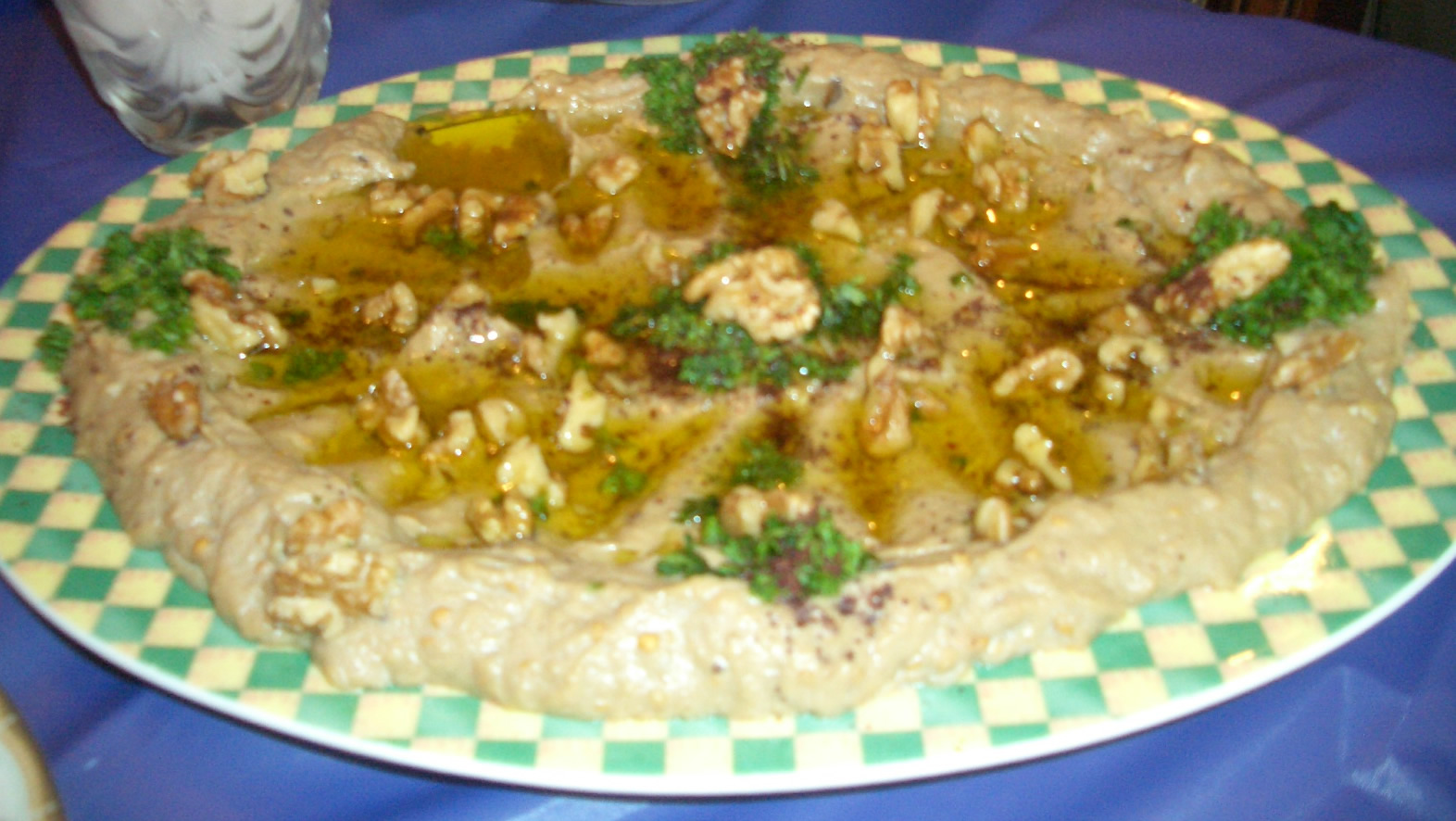
Баба гануш.

- Баба гануш — пюре зі смажених баклажанів з додаванням різних приправ.
- Хаммос  — Нутове пюре, приправлене тахіні, оливковою олією, лимонним соком, часником та сіллю.
- Мухаммара робиться з червоного перцю.
- Цадзикі  — соус грецького походження, який складається з натурального процідженого йогурту з додаванням натертого огірка та часнику, а також зелені, оливкової олії та солі.

## Супи та другі страви
В Іраку популярний марго — густий суп, підлива якого є скоріше другою стравою і вживається найчастіше з рисом. Готується марго з м'яса з томатами та одним з видів овочів — баклажанами, бамією, квасолею, кабачками тощо. І заправляється часником, спеціями та сухими плодами нумі-басра.
З рису також робляться страви з м'ясом курки, баклажанами, перцями та іншими овочами.
Найулюбленіші в Іраку страви з бамії — овоч сімейства бобових, сезонний, корисний та смачний.
- Бір'яні — іракський плов з рису, курячого або іншого м'яса, родзинок, зеленого гороху, картоплі та горіхів. Приправляється бір'яні спеціальними приправами, а також чорним меленим перцем та сіллю.
- Масгуф — страва із запеченої на вугіллі або в духовці цілої розпластаної річкової риби.
- Долма — дуже популярна у іракців страва.
- Кубба — смажені, варені або запечені пиріжки з м'ясною начинкою (або один пиріг на деку), де замість тісті використовується крупа бургуль.
- Фалафель та інші страви з гороху нут, а також з квасолі та бобів також широко вживані в Іраку.
- Кебаб, в якості спеції до якого сумак.

## Десерти
Оскільки Ірак багатий фініковими пальмами, там завжди були популярні найрізноманітніші страви з фініків — фініки з горіхами, мармелади і маси з фініків з різноманітними наповнювачами, фініки як начинка в пиріжках, печиві та інших кондитерських виробах. Делікатесом також є власне свіжі фініки в час їх дозрівання — в такому вигляді вони довго не зберігаються.
- Пахлава

### Напої
До числа улюблених напоїв належать чай, кава, фруктові шербети, лимонад -хамуд, розбавлене водою кисле молоко з сіллю.
- Кава арабік
- Чай